# Distretto di Unicachi
Il distretto di Unicachi è uno dei sette distretti  della provincia di Yunguyo, in Perù. Si trova nella regione di Puno e si estende su una superficie di 11,1 chilometri quadrati.

Istituito il 18 maggio 1982, ha per capitale la città di Marcaja; al censimento 2007 contava 3.571 abitanti.